# 5.ª División (Ejército Imperial Japonés)

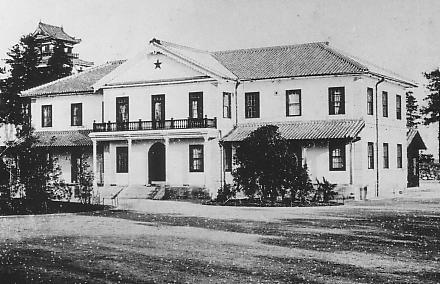
Sede de la división en Hiroshima.

La 5.ª División (第5師団 Dai-go shidan) era una división de infantería del Ejército Imperial Japonés. Su nombre en clave era División Carpa (鯉兵団 Koihei-dan). La 5.ª División se formó en Hiroshima en enero de 1871 como la Guarnición Hiroshima (広島鎮台 Hiroshima chindai), uno de las seis mandos regionales creados en el incipiente Ejército Imperial Japonés, y fue destruida en la batalla de Okinawa en junio de 1945. El personal reclutado era de Hiroshima, Yamaguchi y Shimane.

## Origen
La Guarnición Hiroshima era responsable de la región occidental de Honshū (distrito de Chugoku), desde la Prefectura de Hyōgo hasta la Prefectura de Yamaguchi. Los seis mandos regionales se transformaron en divisiones bajo la reorganización del ejército del 14 de mayo de 1888.

## Historia de operaciones
La 5.ª División entró en combate durante la primera guerra sino-japonesa, en la batalla de Seonghwan el 28 de julio de 1894. También participó en la batalla de Pionyang el 15 de septiembre de 1894, asegurando el control japonés sobre Corea. El 24 de octubre de 1894, la 5.ª División cruzó el río Yalu hacia el territorio chino sin oposición, encontrando solo una resistencia simbólica en la retaguardia y finalizando así la batalla de Jiuliancheng el 24 de octubre de 1894. Luego prosiguió tierra adentro a Mukden (ahora Shenyang) en diciembre de 1894. La división vio acción por última vez en la guerra durante la batalla de Yingkou el 4 de marzo de 1895, que resultó en las negociaciones de paz y en el tratado de Shimonoseki, firmado el 17 de abril de 1895.
El 27 de enero de 1900, la 5.ª división participó en la Alianza de las Ocho Naciones (de la cual los únicos no europeos eran los japoneses) contra el Levantamiento de los bóxers, con un destacamento divisional convirtiéndose en el núcleo de la Expedición Gaselee. Otras partes de la división guarnecieron la ciudad de Tianjing y el distrito de Tanggu. Los combatientes japoneses ganaron, el 5 de agosto de 1900, la batalla de Beicang sin ayuda. Del 14 al 16 de agosto de 1900, el mismo destacamento de combate japonés participó en la batalla de Pekín. La división recibió elogios de observadores extranjeros por su valentía, profesionalidad y disciplina.
En la guerra ruso-japonesa, bajo el mando del general Nozu Michitsura, vio combate en la batalla de Shaho, la batalla de Sandepu y la batalla de Mukden.
La división fue asignada a Liaoyang, Manchuria, desde el 30 de abril de 1911 hasta el 19 de abril de 1913, cuando el cuartel general de la división volvió a estacionarse en Hiroshima.
El 24 de agosto de 1919, la 5.ª División fue asignada a la Intervención en Siberia, a petición del gobierno de los Estados Unidos. Esta misión finalizó el 24 de junio de 1922 con la retirada unilateral japonesa.

### Segunda guerra sino-japonesa
Después de que estallara la segunda guerra sino-japonesa el 7 de julio de 1937, la 5.ª División quedó subordinada al Ejército Japonés de Guarnición de China el 27 de julio de 1937 como una división de combate. Participó en la Operación Chahar del 14 al 27 de agosto de 1937. Al mismo tiempo, un regimiento reforzado participó en la Operación ferroviaria Beiping-Hankou. Poco después, la división fue redirigida al Ejército Japonés del Área del Norte de China recién formado el 31 de agosto de 1937, comenzando de inmediato a participar en la Batalla de Taiyuan, donde el 3.er batallón del 21.º regimiento de infantería fue emboscado y eliminado en la Batalla de Pingxingguan en 24 de septiembre de 1937. El 30 de marzo de 1938, la división fue asignada al Segundo Ejército para la Batalla de Xuzhou.
El 19 de septiembre de 1938, la 5.ª División se subordinó al 21.º Ejército y se envió al sur de China, participando en la provincia de Guangdong, y capturando Nankín en noviembre de 1938, y se subordinó al 12.º Ejército y recibió la orden de regresar al norte de China el 29 de noviembre de 1938. La 21.ª brigada de infantería fue rodeada por los chinos en la batalla del Paso de Kunlun en diciembre de 1938. Como consecuencia, estas tropas sufrieron grandes bajas y se retrasaron hasta finales de enero de 1939. La división regresó al 21.º Ejército en el sur de China el 16 de octubre de 1939. El 21.º Ejército se renombró como el 22.º Ejército el 9 de febrero de 1940. Como parte de este ejército recién formado, la 5.ª División se convirtió en el núcleo de las fuerzas asignadas para la ocupación japonesa de la Indochina francesa el 22 de septiembre de 1940. Inmediatamente, la división se utilizó como guarnición para la parte norte de la Indochina francesa.

### Guerra del Pacífico
Con su experiencia de combate e historial en China, la 5.ª División fue considerada una de las mejores divisiones dentro del Ejército Imperial Japonés, por lo tanto, el 12 de octubre de 1940, la 5.ª División quedó bajo el control directo del Cuartel General Imperial y comenzó un programa de entrenamiento intensivo. Este entrenamiento incluía ejercicios de paracaidismo en Kyushu junto con el 5.º Grupo Aéreo. La división se comprometió oficialmente con el Nanshin-ron el 9 de noviembre de 1941, subordinado a Tomoyuki Yamashita (25.º Ejército), subordinado para el Mariscal de Campo Terauchi Hisaichi (Grupo de Ejércitos Expedicionario del Sur) con sede en Saigón.

#### Campaña de Malasia

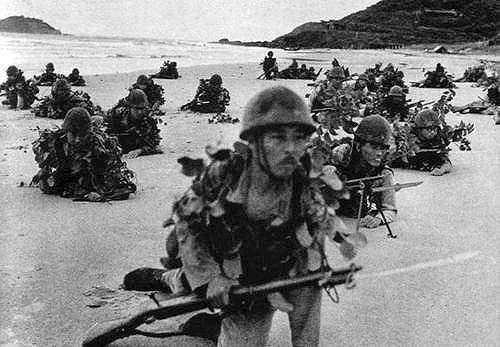
Soldados de la 5.ª División que desembarcaron en una playa durante la Campaña de Malasia, diciembre de 1941.

La 5.ª División desembarcó en la costa este de Tailandia en Songkhla y Patani el 8 de diciembre de 1941. La 5.ª División se abrió camino a través del norte y centro de Malasia. Fue particularmente exitoso en la batalla de Jitra el 11 de diciembre de 1941 y en la batalla del río Slim el 6 de enero de 1942 donde, en ambas batallas, derrotó a la 11.ª División de Infantería India. En la Batalla del río Slim, el 41.º Regimiento de Infantería de la 5.ª División, apoyado por tanques, recorrió dieciséis millas a través de las defensas británicas, destruyendo a los exhaustos combatientes de la 11.ª División India e infligiendo una estimación de 3.000 bajas.
La 5.ª División no lo tuvo todo a su favor durante la Campaña de Malasia, sufriendo grandes bajas durante la batalla de Kampar desde el 30 de diciembre de 1941. No obstante, la división pudo capturar Kuala Lumpur el 11 de enero de 1942. Después de superar la dura resistencia de la 8.ª División Australiana durante la batalla de Muar en el puente Gemensah, la 5.ª División abrió el camino a Singapur el 22 de enero de 1942.

#### Batalla de Singapur

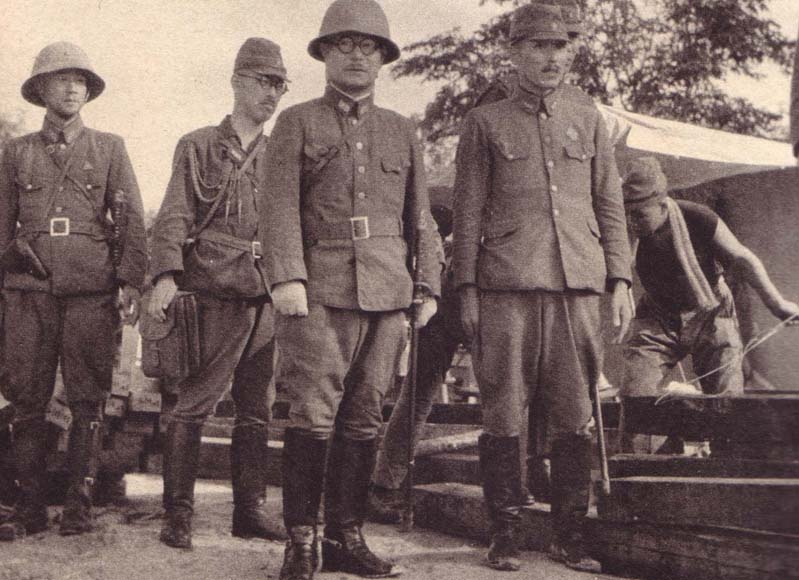
El Teniente General Matsui Takuro durante la batalla de Singapur.

En la noche del 8 de febrero de 1942, seis batallones de la 5.ª División, bajo el mando del Teniente General Matsui Takuro como parte del 25.º Ejército del Teniente General Yamashita Tomoyuki, junto con la 18.ª División del Ejército Imperial Japonés, cruzaron el Estrecho de Johor utilizando lanchas de desembarco.
En la zona de Singapur, la playa de Sarimbun estaba fuertemente defendida por dos compañías, una de los batallones 2/20 y 2/18 de la 22.ª Brigada Australiana, con el apoyo de una compañía de ametralladoras, tres baterías de artillería y una batería antitanque. Sin embargo, los combatientes japoneses lograron penetrar en el perímetro de la defensa británica, y las tropas australianas retrocedieron después de medianoche, permitiendo que la 5.ª División se trasladara a la aldea de Ama Keng y estableciera una cabeza de playa, donde dispararon bengalas rojas sobre el estrecho para indicar su éxito al general Yamashita.
Inmediatamente después de esta importante victoria, la 5.ª División avanzó hacia Singapur para capturar más áreas estratégicas como el aeródromo Tengah el 9 de febrero de 1942. La unidad luchó contra los batallones 2/29, 2/20, 2/18 de la 22.ª Brigada Australiana y el Batallón de Infantería Indio Jind, la guarnición del aeródromo. El 11 de febrero de 1942, la carretera de Bukit Timah fue capturada por la 5.ª División después de una feroz lucha. Singapur se rindió 4 días después.

#### Campaña de Filipinas (1941-1942)

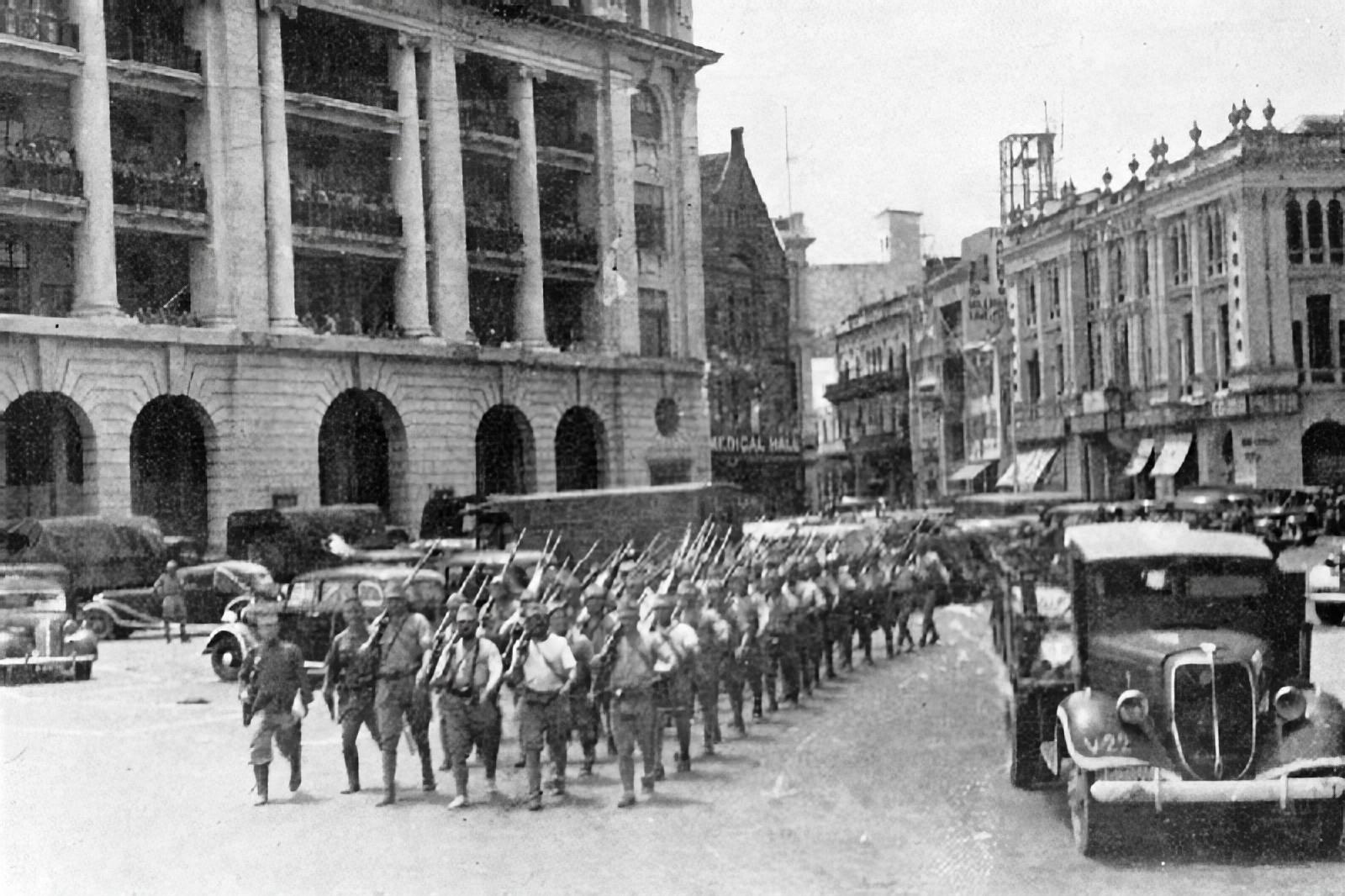
Soldados japoneses marchando victoriosamente después de la batalla de Singapur, a través del centro de la ciudad.

El 41.º regimiento de infantería se separó de la división en marzo de 1942, por lo que la 5.ª División se convirtió en una división triangular. El destacamento Kawamura de 4.160 hombres (que comprendía una parte de élite del 41.º regimiento de infantería de la 5.ª división) aterrizó en la isla de Panay del 16 al 18 de abril de 1942, lo que provocó que 7.000 combatientes estadounidenses y filipinos se retiraran de la costa el 20 de abril de 1942. Después, el destacamento Kawamura procedió a aterrizar en la costa norte de Mindanao el 3 de mayo de 1942, obligando a los estadounidenses y filipinos a rendirse el 10 de mayo de 1942, después de intensos combates.

#### Campaña de Nueva Guinea
El resto del 41.º regimiento de infantería se volvió a formar como destacamento Yazawa, inicialmente desplegado en Cagayán, en la costa norte de Luzón. Fue trasladado a la ciudad de Dávao, aterrizando el 28 de junio de 1942, y se usó para reforzar al Nankai Shitai (Destacamento de los Mares del Sur) bajo el mando de la Mayor General Tomitara Horii. El 18 de julio de 1942, el destacamento fue reforzado por una compañía de tanques más una compañía de artillería de apoyo cercano, y se le ordenó unirse al asedio al Puerto Moresby el 31 de julio de 1942. Inicialmente, llegó a Rabaul el 16 de agosto de 1942, el destacamento Yazawa partió el 19 de agosto de 1942 a bordo del Kiyokawa Maru y el Myoko Maru y aterrizó en la cabeza de playa japonesa de Gona el 21 de agosto de 1942. Durante la batalla de Isurava, el destacamento Yazawa se mantuvo en la reserva. Después, el destacamento Yazawa se dirigió a la desembocadura del río Girua (cerca de Buna), donde aseguró un aterrizaje de suministros y refuerzos, a partir del 23 de septiembre de 1942. El 29 de octubre de 1942, el grueso del destacamento Yazawa tomó una posición defensiva tierra adentro cerca de Oivi Creek, para cubrir una retirada del 144.º regimiento y otras unidades. Los australianos atacaron con fuerzas superiores el 4 de noviembre de 1942, atacando y derrotando al destacamento Yazawa. Alrededor de 900 combatientes del flanco izquierdo del destacamento Yazawa escaparon por poco del cerco y huyeron a la cordillera de Ajura Kijala, densamente boscosa, hacia el noreste el 10 de noviembre de 1942. La última resistencia que cubría el arroyo Oivi fue eliminada el 13 de noviembre de 1942. Los restos del Yazawa llegaron a Kumusi cerca de la desembocadura del río, al norte de Gona, para el 28 de noviembre de 1942, pero en gran parte no estaba preparada para el combate debido a que había dejado todo el equipo pesado atrás y casi todos estaban afectados por la malaria. Por lo tanto, la mayoría de los combatientes (debilitados por la malaria) fueron transportados en lanchas de desembarco hasta la desembocadura del río Girua el 29 de noviembre de 1942, perdiendo cientos en los ataques aéreos aliados en el mar. Los que aún estaban en condiciones de combatir se unieron a ellos el 2 de diciembre de 1942, después de una marcha por tierra. El 31 de diciembre de 1942, al Coronel Yazawa se le ordenó una misión de rescate una unidad compuesta y reunida de entre una maraña de destacamentos japoneses destrozados. La caída de Buna el 2 de enero de 1943 abortó la misión, pero el destacamento Yazawa todavía tuvo que enfrentarse con las patrullas de combate aliadas y rescató a unos 190 combatientes que escapaban de Buna. Como la retirada a Gona el 20 de enero de 1943 fracasó, el destacamento Yazawa dejó de existir, y solo unos pocos supervivientes llegaron a posiciones japonesas.

#### Historia posterior
En 1943, la división quedó subordinada al 19.º Ejército. Posteriormente, la 5.ª División vio acción en Rabaul y Guadalcanal y varias islas en las Indias Orientales Neerlandesas antes de rendirse a los Aliados en Ceram, en las Indias Orientales Neerlandesas.
La división estuvo involucrada con el incidente de Tachibana Maru, que comprendía un buque hospital utilizado para transportar armamento (hasta obuses) y combatientes sanos. Como resultado del incidente, cerca de 1.500 prisioneros de guerra de la división fueron capturados por Estados Unidos el 3 de agosto de 1945.

### Sede de la división
La sede de la 5.ª División estaba en el Castillo de Hiroshima, y fueron destruidos por la explosión de la bomba atómica el 6 de agosto de 1945. La pérdida de vidas fue leve porque la sede ya se había utilizado para reforzar la 125.ª división en Manchukuo en marzo de 1945.